# عبد الفتاح الحمود
عبد الفتاح عيسى الحمود (أبو صلاح؛ 1933 – 28 فبراير 1968) سياسي وقائد عسكري فلسطيني، كان أحد أبرز شخصيات الثورة الفلسطينية المعاصرة، وهو أحد مؤسسي حركة التحرير الوطني الفلسطيني "فتح"، وكان قائدًا عسكريًا فيها وعضوًا في لجنتها المركزية منذ سنوات تأسيسها الأولى.

## نشأته وتحصيله العلمي
وُلد عبد الفتاح عيسى الحمود عام 1933 في قرية التينة في قضاء الرملة. تلقى تعليمه الأساسي في مدارس مدينة الرملة القريبة، وتلقى تعليمه الثانوي في مدينة غزة عقب النكبة عام 1948، ثم التحق بجامعة القاهرة التي أنهى منها عام 1957 درجة البكالوريوس في هندسة البترول.

## حياته العملية
عمل مدرسًا في مدارس وكالة الغوث الدولية في مخيم عقبة جبر في مدينة أريحا، وكان عام 1958 رئيسًا لشعبة التكرير والأنابيب في مؤسسة البترول والثروة المعدنية في مدينة الدمام السعودية، كما عمل موظفًا في وزارة البترول السعودية، ثم موظفًا في شركة الزيت العربية الأمريكية في مدينة الظهران السعودية، وبعدها عمل في قطر.

## حياته السياسية
انضم الحمود في مطلع شبابه إلى جماعة الإخوان المسلمين وشارك في نشاطاتها، كما شارك في تأسيس رابطة الطلبة الفلسطينيين في القاهرة، وأصبح لمدة خمسة سنوات نائبًا لرئيس الرابطة التي كان رئيسها حِينئذٍ ياسر عرفات.
في عام 1955 شارك في المظاهرات الرافضة لانضمام الأردن إلى حلف بغداد، وتبنى فكرة فصل الضفة الغربية عن الأردن وإقامة دولة فلسطينية مستقلة في كل من الضفة الغربية وقطاع غزة.
شارك في المؤتمر التحضيري الأول لحركة التحرير الوطني الفلسطيني "فتح" وتولى مهمة إصدار أول بيان للحركة، وأصبح عضوًا في لجنة إقليم السعودية، وتولى توزيع "مجلة فلسطينُنَا" سرًا على الفلسطينيين المقيمين في السعودية، ثم انتقل إلى الدوحة وأصبح عضوًا في لجنة إقليم قطر، وكانت اجتماعات الحركة السرية في قطر تجري في منزله، كما التقى بقادة حركة فتح في الكويت.
شارك في تخطيط انطلاقة حركة فتح عام 1965، واستقال عام 1967 من وظائفه ليتفرّغ للعمل السياسي الفلسطيني، وحضر عام 1967 مؤتمر الحركة وشارك في وضع إطارها العام وانتخب عضوًا في لجنتها المركزية، كما انتخب أمينًا لسر إقليم الأردن، وكان أحد أبرز قادة حركة فتح العسكريين، وتولى إقامة أولى القواعد العسكرية الفلسطينية في الأردن وذلك على الحدود الأردنية الفلسطينية.
في أعقاب حرب النكسة عام 1967 فقد ترأس وفد منظمة التحرير الفلسطينية إلى سوريا بشأن أوضاع النازحين الفلسطينيين إليها، كما ترأس الوفد الفلسطيني إلى ليبيا لحشد الدعم الليبي لصالح الثورة الفلسطينية.

## وفاته
توفي عبد الفتاح الحمود بتاريخ 28 فبراير 1968 إثر حادث سير في محافظة المفرق الأردنية خلال طريقه إلى سوريا في إحدى المهمات السياسية، ودفن في العاصمة الأردنية عمّان بعد أن شُيع جثمانه بجنازة رسمية حاشدة.

## أوسمة
في 21 نوفمبر 2013 منح الرئيس الفلسطيني محمود عباس وسام نجمة الشرف الفلسطينية من الدرجة العليا للراحل عبد الفتاح الحمود وذلك "تقديرًا لدوره الوطني ونضاله كأحد قيادات التيار الوطني الثوري".